# Kimberly (Wirginia Zachodnia)
Kimberly – jednostka osadnicza w Stanach Zjednoczonych, w stanie Wirginia Zachodnia, w hrabstwie Fayette.